# 幼女童軍

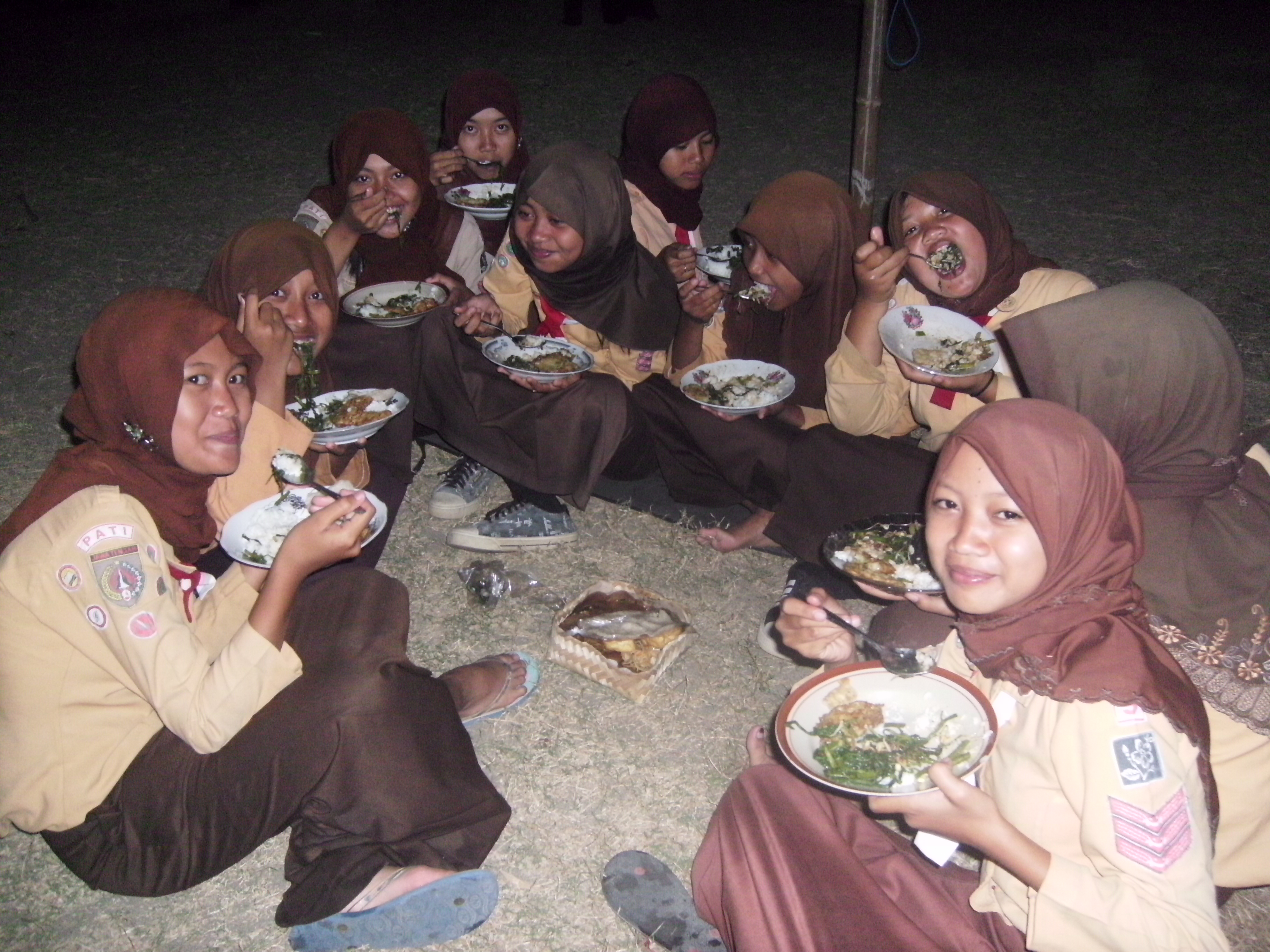
印度尼西亞幼女童軍

幼女童軍是部分國家女童軍運動中的一員，對象為7歲到11歲的女孩。實際的年齡限制在每個童軍組織中有所不同。本年齡階段和幼童軍相對。

## 歷史
1914年，羅伯特·貝登堡首次創立幼女童軍階段，用以補足所有男女童軍的各個年齡階段。在女童軍組織中第一次實際運作這個年齡階段的是羅伯特·貝登堡的妹妹艾格妮絲·貝登堡。1918年，奧莉芙·貝登堡接手負責帶領女童軍和幼女童軍的運作。
原來這個階段的女童軍稱呼為「薔薇花蕊」（Rosebuds），但是因為女童軍反應不喜歡這個名稱，貝登堡公爵決定改名。現在的名稱（Brownies）是由茱莉安娜·赫拉提亞·伊玲於1870年創作的故事《棕精靈》（The Brownies）。在這個故事當中，2個小孩貝蒂和湯尼(Betty & Tommy)，被貓頭鷹太太教導成為可以幫助人的棕精靈，避免變成懶惰的波格札特。
今日，英國幼女童軍在加入時，會獲得一本名為《成為棕精靈》的活動書本。這個「棕精靈故事」做了些微的改變；開頭加入一段已經變成老婆婆的貝蒂，向她的孫女凱蒂Katie和來過夜的朋友桑妮塔Sunita述説當年的故事。這個改變是最近一次的事了。

## 外部連結
- Girlguiding UK （页面存档备份，存于）
- Girl Guides of Canada （页面存档备份，存于）
- The Brownies And Other Tales （页面存档备份，存于），Juliana Horatia Ewing，1870年，從Project Gutenberg

1. ↑  香港釋成晶晶及玲玲；台灣釋成蓓蒂和湯姆、並把Tommy改成男孩讓男幼童軍也可以聽這個故事
2. ↑  .   [2024-05-04]. （原始内容存档于2024-05-24）.